# Burton Joyce
Burton Joyce är en ort och civil parish i Storbritannien.   Den ligger i grevskapet Nottinghamshire och riksdelen England, i den sydöstra delen av landet, 180 km norr om huvudstaden London. Burton Joyce ligger 22 meter över havet och antalet invånare är 3 814.
Terrängen runt Burton Joyce är huvudsakligen platt. Burton Joyce ligger nere i en dal. Runt Burton Joyce är det tätbefolkat, med 266 invånare per kvadratkilometer. Närmaste större samhälle är Nottingham, 8,7 km väster om Burton Joyce. Trakten runt Burton Joyce består till största delen av jordbruksmark.